# Архелай Спартанський
Архелай (дав.-гр. Ἀρχέλαος) — цар Спарти з роду Агіадів IX або VIII століття до н. е., правив спільно з Харілаєм з роду Еврипонтидів. Син царя Агесілая I. Під час правління Архелая давньогрецький політичний діяч Лікург провів свої реформи у спартанському законодавстві. Разом з Харілаєм цар, після благословення дельфійського оракулу, захопив місто Егіс на півдні Аркадії. Наступником Архелая став його син Телекл.

## Життєпис
Архелай — син царя Агесілая I. Його співправителем з роду Еврипонтидів був Харілай. На думку британського історика Пола Картледжа, Архелай і Харілай є першими спартанськими царями-співправителями. Естонський історик Майт Кийв також зазначає, що це перша пара царів, про спільні дії яких згадується в джерелах. Картледж відносить період правління Архелая і Харілая до 775—760 років до н. е., історики Джордж Форест і Джозеф Фонтенроуз — до 775—750 років до н. е.. Згідно з хронологією істориків Едварда Покока, Джона Бріджеса Оттлі та Джона Ратта, Архелай повинен був правити в 879—819 роках до н. е., згідно з Діодором Сицилійським — у 885—826 роках до н. е.
Спартанці сумували за Лікургом, який покинув місто ще в дитинстві Харілая через поширення чуток про нього з боку матері Харілая і її родичів. Громадяни бачили в ньому постать керівника і наставника, а також говорили, що царів від народу відрізняли лише титул і почесті. Царі також чекали на Лікурга, сподіваючись, що після його повернення люди стануть поважніше до них ставитись. Лікург тим часом звернувся до Дельфійського оракула. Піфія назвала його боголюбним і сказала, що Аполлон дарує спартанцям порядки кращі, ніж в інших державах. Підбадьореним цим, Лікург повернувся в Спарту, почавши змінювати державний устрій. Лікург зібрав широке коло людей для здійснення свого плану. Коли настав потрібний час, він наказав 30 знатним чоловікам в повному озброєнні вийти на площу, щоб вселити страх можливим опірникам. Прийнявши це за заколот, Харілай сховався в храмі Афіни Міднодомної, але після умовлянь вийшов з нього. На це Архелай сказав, що його співправитель не міг гніватися навіть на своїх ворогів.
Під час правління Харілая та Архелая Лікург запровадив реформи в спартанському законодавстві, які обмежили, але при цьому зміцнили владу царів. Одна з них — герусія, рада з 28 старійшин і 2 царів, що вирішувала суперечки. Якщо раніше царі намагалися досягти єдиновладдя, то відтепер вони входили в герусію і могли ухвалити рішення тільки спільно з іншими її членами. Колишня влада царів поширювалася тільки на війни. Крім герусії, Лікург ввів усну конституцію Велику Ретру, народні збори апеллу, можливо, ефорів та ін.
Згідно з Полом Картледжем, близько другої половини VIII століття до н. е. Дельфійський оракул благословив завоювання міста Егісу на півдні Аркадії, наказавши присвятити Аполлону половину отриманих земель. Архелай разом з Харілаєм захопили його, зробивши жителів рабами. Сучасні вчені вважають слова оракула справжніми. На думку Картледжа, їх істинність доводять встановлені Спартою релігійно-політичні відносини з Дельфами та спільна дія царів у завоюванні. На думку професора Ірландського національного університету в Мейнуті Джорджа Леонарда Хакслі, скірити були союзниками спартанців під час захоплення Егісу.
За свідченнями Діодора Сицилійського, Архелай правив 60 років. Його наступником став його син Телекл.